# Gemaal Vissering

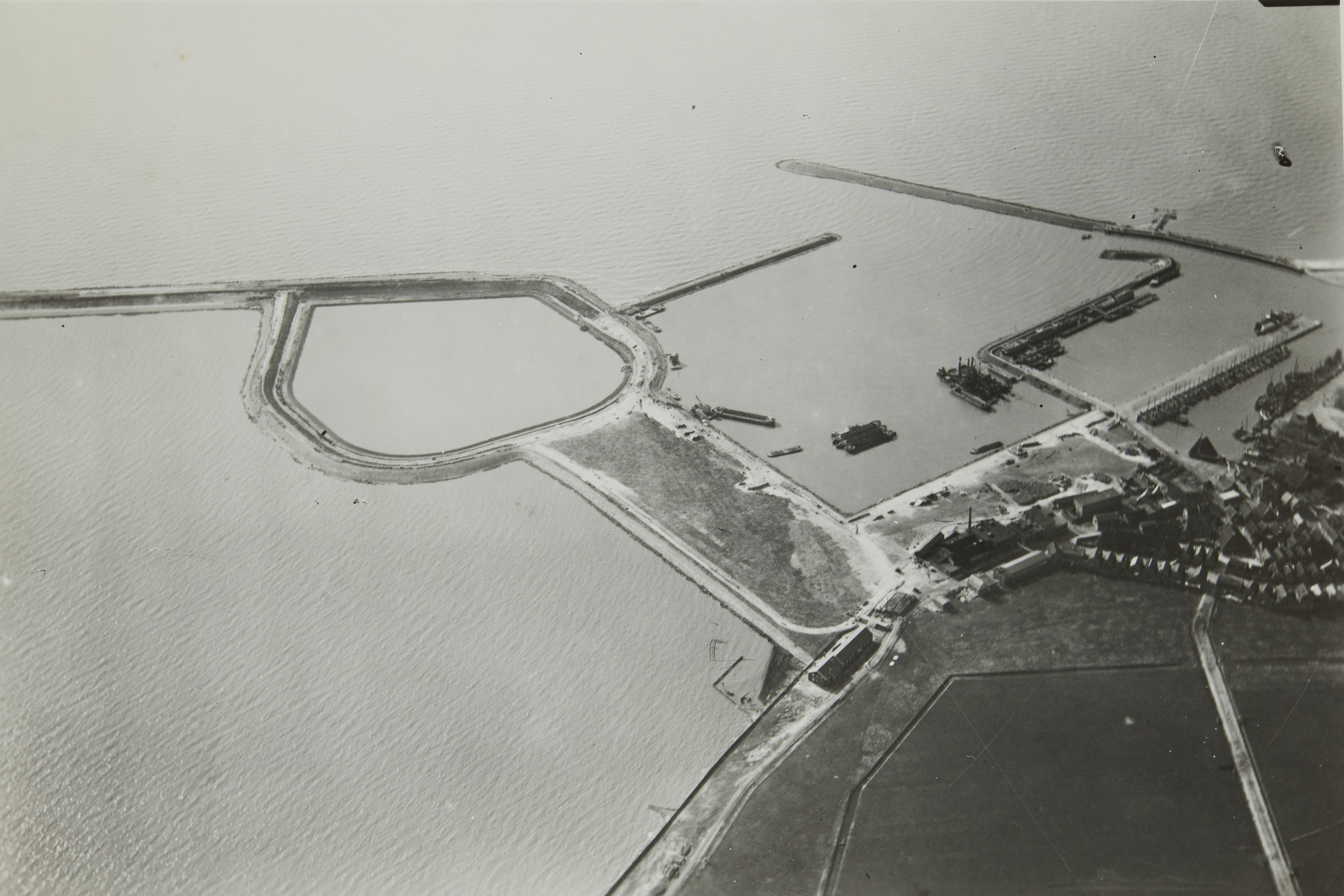
Luchtfoto van Urk met de bouwput t.b.v. het gemaal.

Gemaal Vissering is een gemaal op Urk in de Nederlandse Noordoostpolder.
Het gemaal Vissering is vernoemd naar meester Gerard Vissering, president van De Nederlandsche Bank en voorzitter van de Zuiderzeevereniging van 1919 tot 1937. Het gemaal bemaalt, samen met Gemaal Buma nabij Lemmer, de lage afdeling van de Noordoostpolder. De lage afdeling heeft een oppervlakte van ca. 39.000 ha en een streefpeil van Normaal Amsterdams Peil (NAP) van −5,75 meter in de zomer en NAP −5,85 meter in de winter. Het gemaal pompt water uit de Urkervaart naar het IJsselmeer.

## Bouw
De bouw van het gemaal ging met veel tegenslagen. In 1938 was de dijk om de bouwput gereed en werd begonnen met het droogmalen. Er bleef veel water, zo'n 50.000 m³ per dag, de bouwput instromen waardoor het aantal pompen moest worden uitgebreid. Hierdoor ontstond een vertraging van een halfjaar. De heipalen werden geslagen en de betonnen vloeren waren gelegd toen er in december 1939 brand uitbrak in de pompinstallatie. Hierdoor nam de capaciteit van de pompen flink af en liep de bouwput weer vol met water. De put werd weer drooggemaakt, maar toen brak de Tweede Wereldoorlog uit en door een brandstoftekort liep de put weer vol water. Pas toen een stoommachine was geïnstalleerd kwam de put in de zomer van 1940 weer droog.
Het werk ging voorspoedig en in april 1941 kon de bemaling worden afgeschaald en in september kon de dijk rondom de bouwput worden doorgestoken. In de zomer van 1942 was het bouwwerk gereed. Voor de motoren was er een probleem, er was geen dieselolie beschikbaar want dit ging naar het Duitse leger. Twee van de drie dieselmotoren zijn toen vervangen door stoommachines. De tweede en laatste stoommachine kwam in 1943 in bedrijf. Dit was veel later dan gepland en de polder was inmiddels drooggevallen.

## Pompen
De pompinstallatie bestaat uit drie verticale centrifugaalpompen, twee die 120 omwentelingen per minuut maken en een van 117 omwentelingen per minuut. Twee pompen hebben een capaciteit van elk 800 m³ en de derde 720 m³ per minuut waarmee de totale capaciteit uitkomt op ca. 2320 m³/min. De opvoerhoogte is 5,5 meter.

## Motoren
Vanwege de geïsoleerde ligging van het gemaal bij het toenmalige eiland Urk was het niet mogelijk om het gemaal van elektrische pompen te voorzien. Het aanleggen van een kabel van het vasteland naar het gemaal werd te duur geacht. De keuze viel op dieselmotoren om de pompen aan te drijven.

### Stoom
Het gemaal was aan het begin van de oorlog in aanbouw. Tijdens de oorlog was er een groot tekort aan brandstof hetgeen de bouw vertraagde. De inzet van dieselmotoren werd eveneens onmogelijk en de plannen werden aangepast, er kwamen twee stoommachines en een Werkspoor dieselmotor. De eerste stoommachine kwam twee maanden na het droogleggen van de polder gereed en startte op 2 november 1942 de pompen. De tweede stoommachine volgde in 1943. De dieselmotor heeft niet gedraaid tijdens de bezetting. Na de oorlog, in 1946, zijn de stoommachines vervangen door dieselmotoren.

### Diesel- en gasmotoren
In 1983 werd een dieselmotor vervangen door een MAN twaalfcilinder met een vermogen van 1110 kW. In 1998/1999 werden de twee Werkspoor dieselmotoren, na een dienstverband van meer dan vijftig jaar, vervangen door nieuwe gasmotoren. 
De automatisch gestuurde 16 cilinder-gasmotoren van de Amerikaanse fabrikant Caterpillar hadden elk een vermogen van 1110 kW bij 1500 omwentelingen per minuut. In de perioden dat er niet behoeft te worden gemalen dreven ze een dynamo aan waarmee het gemaal tegelijk een kleine elektriciteitscentrale was, hetgeen uniek was in Nederland. De opgewekte elektriciteit werd tegen een vergoeding aan het net geleverd.
Door de in bedrijf zijnde motoren kwam warmte vrij die als restwarmte door middel van een buizenstelsel naar het nabijgelegen industrieterrein werd getransporteerd. Deze restwarmte werd verkocht aan bedrijven op het terrein die het gebruikte voor, onder meer, productieprocessen, ruimteverwarming en koeling via warmteabsorptiemachines. De warmtelevering betekende een totale energiebesparing van 600.000 m³ aardgas op jaarbasis.
Bij stroomuitval start automatisch een dieselnoodstroomaggregaat. Dit aggregaat levert binnen 10 seconden spanning aan het gemaal zodat de bemalinginstallatie doorgaat. Het noodstroomaggregaat heeft een vermogen van 70 kVA. Dat is voldoende voor het gemaal inclusief de persschuiven, kroosreiniger, terreinverlichting en eventueel de sluis.

### Volledig elektrisch
In 2022 is het gemaal volledig gerenoveerd. Het is sindsdien volledig elektrisch met drie permanent magneet motoren die de elektriciteit omzetten in mechanische energie. De motoren zijn onderhoudsarm en veel stiller dan de oude motoren. De voorziening met noodstroomaggregaten is behouden.

## Rijksmonument
Sinds mei 2002 is het gemaal een rijksmonument. Het gemaal heeft cultuurhistorische waarde omdat met de bouw ervan het einde van Urk als eiland en het begin van de polder werd gemarkeerd. De architectuurhistorische waarde ontleent het gebouw aan de specifieke, voor de bouwtijd karakteristieke vormgeving, het materiaalgebruik en de constructie van de behuizing.
Gemaal Buma · 
Gemaal Colijn · 
Gemaal De Blocq van Kuffeler · 
Gemaal Lovink · 
Gemaal Smeenge · 
Gemaal Vissering · 
Gemaal Wortman